# Massif Agawa
Pour les articles homonymes, voir Agawa.
Le massif Agawa est un relief situé en Kabylie, au nord du Djurdjura. Entièrement situé dans la wilaya de Tizi Ouzou, il s'agit du massif le plus densément peuplé de la région. Le massif Agawa a une altitude moyenne de 800 m.

## Toponymie
Le massif Agawa doit son nom à la confédération de tribus qui le peuplent, les Igaouaouen.

## Géographie
Le massif se situe entièrement dans la wilaya de Tizi Ouzou.
L'altitude moyenne du massif est de 800 m.

## Histoire
Alors que la conquête de l'Algérie par la France commence en 1830, ce n'est qu'en 1857 que le colonisateur prend le contrôle du massif, en raison de la forte résistance des Kabyles de l'Agawa.